# Fujiya & Miyagi
Fujiya & Miyagi es un grupo musical británico formado en Brighton, East Sussex, Inglaterra en 2000. La formación actual está formada por David Best (voz y guitarra), Stephen Lewis (sintetizadores y voz), Ed Chivers (batería), Ben Adamo y Ben Farestuedt (bajo y voz).
Han lanzado nueve álbumes de estudio: Electro Karaoke in the Negative Style (2002), Transparent Things (2006), Lightbulbs (2008), Ventriloquizzing (2011), Artificial Sweeteners (2014), Fujiya & Miyagi (2017), Different Blades from the Same Pair of Scissors (2017), Flashback (2019) y Slight Variations (2022). Actualmente están firmados con Impossible Objects of Desire en todo el mundo.

## Apariciones en televisión y videojuegos

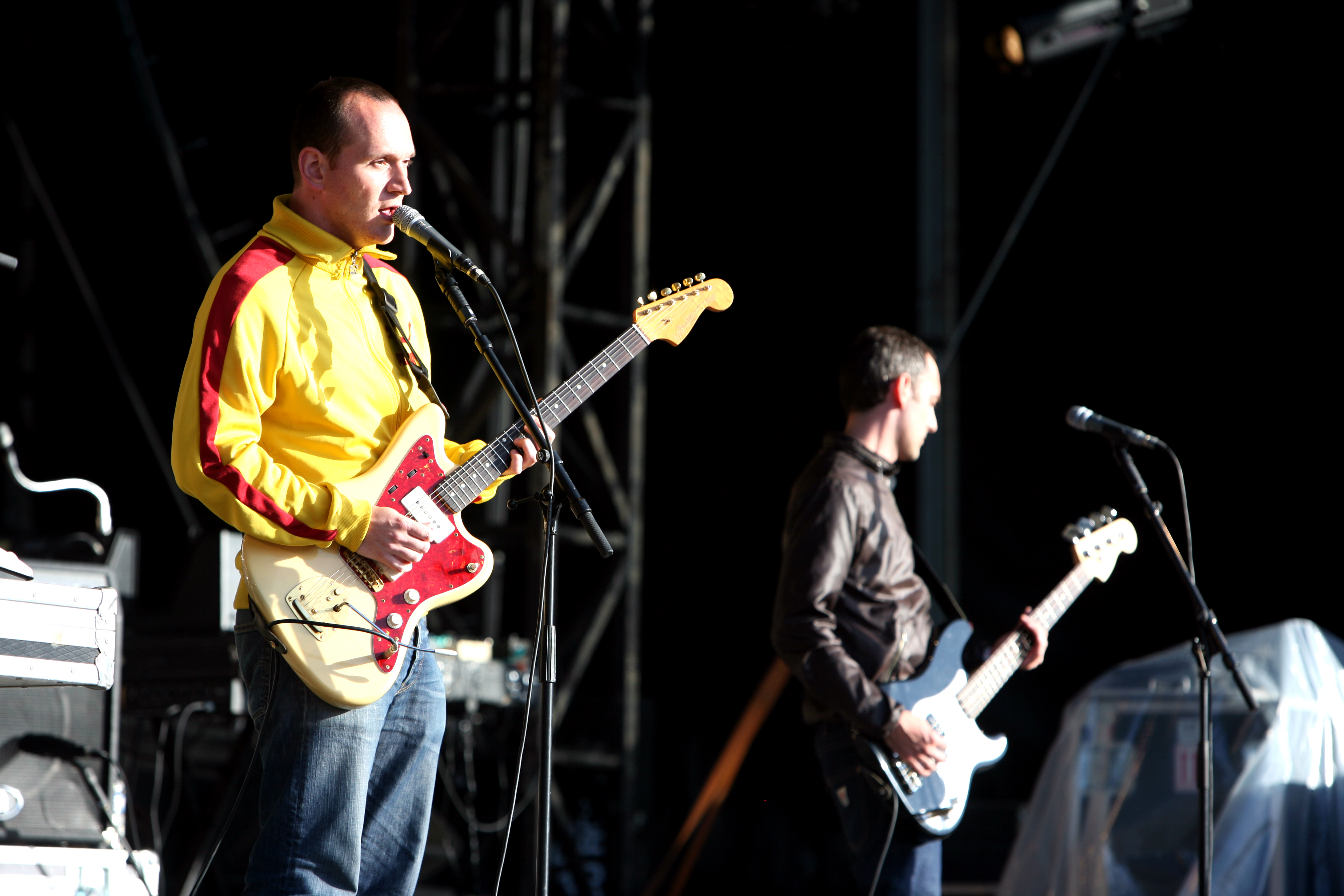
Fujiya y Miyagi en La Route du Rock, agosto de 2007.

La banda fue objeto de un episodio de la serie documental de MTV2 This is Our Music en 2006.
Su canción "Uh" apareció en un episodio de Breaking Bad y en un episodio de la serie británica de ciencia ficción Misfits. "Collarbone" apareció en un episodio de la adaptación estadounidense del drama adolescente británico Skins, mientras que "Vagaries of Fashion" apareció en un episodio de How To Get Away With Murder. "Collarbone" apareció en Skate It y Skate 2 en 2008 y 2009 respectivamente como parte de las bandas sonoras de ambos juegos. "Sore Thumb" apareció en NBA 2K10.

## Miembros
Actuales
- David Best – (2000-presente)
- Steve Lewis – (2000-presente)
- Ed Chivers – (2014-presente)
- Ben Adamo – (2015-presente)
- Ben Farestuedt – (2017-presente)

Anteriores
- Matthew Hainsby – (2005–2014)
- Lee Adams – (2008–2013)
- Matthew Collins – (2002–2005)
- Matthew Avery – (2002–2005)

## Nombre de la banda
Best ha explicado que "Fujiya" se refiere a Fujiya, un fabricante japonés de tocadiscos, y "Miyagi" se refiere al personaje Sr. Miyagi de la película The Karate Kid, porque los dos nombres juntos "se veían muy bien escritos. Y ["Fujiya y Miyagi"] fue el único nombre que se nos ocurrió".

## Discografía

### Álbumes de estudio
- Electro Karaoke in the Negative Style (2002, reeditado en 2008)
- Transparent Things (2006)
- Lightbulbs (2008)[8]- UK número 187[9]
- Ventriloquizzing (2011)
- Artificial Sweeteners (2014)
- Fujiya & Miyagi (2017)
- Different Blades from the Same Pair of Scissors (2017)
- Flashback (2019)
- Slight Variations (2022)[10]

### Álbumes de remix
- Remixes (2003)